# Periacma kunai
Periacma kunai is een vlinder uit de familie van de sikkelmotten (Oecophoridae). De wetenschappelijke naam van de soort is voor het eerst geldig gepubliceerd in 1985 door Moriuti, Saito & Lewvanich.